# 20 마살리아
20 마살리아(20 Massalia)는 소행성대의 소행성 중 하나이다.

## 특징
마살리아는 S형 소행성이며, 궤도 기울기가 아주 작다. 마살리아 족의 소행성 중 가장 큰 소행성이다.
마살리아는 S형 소행성들 중에서는 평균 이상의 밀도를 가지고 있으며, 규산염 암석과 밀도가 비슷하다. 보통, 마살리아는 균열이 없는 고체의 형태로 보이며, 소행성들 사이에서는 크기에 있어서 희소하다. 1998년, 밴지는 마살리아의 질량을 5.2 × ×1018 kg로 계산했다.

## 발견
마살리아는 1852년 9월 19일, 가스파리스가 발견했다.
마살리아라는 이름은 마르세유의 그리스식 이름에서 나왔다.
19세기에는 “마실리아”라고 불리기도 했다.